# أليكس نيوكاس
أليكس نيوكاس (بالفرنسية: Kévynn Nyokas) مواليد 28 يونيو 1986 في مونفرماي، فرنسا، هو لاعب كرة يد فرنسي يلعب كظهير أيمن. يلعب حاليا مع فغيش أوف غوبينغن ويحمل الرقم 5. مثل يلعب لصالح نادي النجمة البحريني ومنتخب فرنسا لكرة اليد. حقق المركز الأول في بطولة العالم لكرة اليد للرجال 2015.

## سجل المنافسة
شارك في البطولات التالية:
- بطولة العالم لكرة اليد للرجال 2015
- بطولة أوروبا لكرة اليد للرجال 2014

## الميداليات
| الميدالية | المسابقة                           |
| --------- | ---------------------------------- |
| ذهبية     | بطولة العالم لكرة اليد للرجال 2015 |
| ذهبية     | بطولة أوروبا لكرة اليد للرجال 2014 |

## روابط خارجية
- أليكس نيوكاس على موقع الاتحاد الأوروبي لكرة اليد (الإنجليزية)
- أليكس نيوكاس على موقع الاتحاد الفرنسي لكرة اليد (الفرنسية)